# Refugiat de război
Refugiații de război sunt persoane forțate să își părăsească țara de origine din cauza unui conflict armat sau a persecuției, căutând siguranță și protecție în alte țări. Termenul se referă specific la cei care fug dintr-o zonă de război, spre deosebire de migranții economici, care părăsesc țara din motive economice.
În esență, refugiații de război sunt protejați de legea internațională, care le recunoaște dreptul la azil și la protecție împotriva repatrierii forțate în țara de origine unde viața sau libertatea lor ar fi în pericol. Refugiații de război nu sunt protejați ca atare în temeiul dreptului internațional. Cu toate acestea, aceștia pot, în anumite circumstanțe, să se încadreze în definiția refugiatului conform Convenției de la Geneva din 1951 sau pot primi protecție complementară.
Conform Agenției ONU pentru Refugiați (UNHCR), termenul „refugiat” se aplică persoanelor care se încadrează în definiția stabilită prin Convenția de la Geneva, care protejează persoanele care fug de conflict sau persecuție. Termenul de „conflict”, cuprinde atât războaiele militare, interne, cele civile, precum și cele paramilitare.

## Primul Război Mondial
Primul Război Mondial a adus foamete, strămutare și decese populației civile, mai întâi în Polonia, apoi în Belgia, statele baltice, vestul Rusiei și sud-estul Europei. Într-un timp scurt, aproximativ un sfert din populația Belgiei, de aproximativ 7 milioane de locuitori, a fugit în Olanda, Franța și Marea Britanie. În Serbia, o treime din cele trei milioane de sârbi au fugit. Populația Rusiei a fost supusă strategiei pământului pârjolit folosită de forțele ruse în retragere. Până în 1916, cinci milioane de oameni din Rusia erau refugiați. Revoluția Rusă a împins un număr relativ mic de nobili, politicieni și antreprenori în exil în Occident. În anii următori de război civil, au apărut mișcări naționale ucrainene și de altă natură. Mulți au fugit din cauza acestor lupte în Finlanda și statele baltice, la Istanbul, Siria și Palestina. Exilații ruși au ajuns până la Harbin și Shanghai, iar coloniile de emigranți au fost înființate în Turkistan, Manciuria și Mongolia Exterioară.
După Primul Război Mondial, statele dinastice multietnice ale Europei s-au prăbușit: Imperiul Habsburgic, Imperiul Țarist, Imperiul Otoman și Imperiul Hohenzollern. Au apărut noi state naționale. Refugiații s-au întors în aceste țări, iar minoritățile etnice au fost forțate să fugă sau au fost expulzate. Zeci de mii de oameni au emigrat din regiunile devastate de război în America de Nord.

## Statut juridic internațional
Conform articolului 1 din Convenția de la Geneva din anul 1951, privind statutul refugiaților, refugiații de război nu sunt recunoscuți ca refugiați. Din acest motiv, toate procedurile de azil care au ca temei juridic Convenția ONU privind statutul refugiaților trebuie să efectueze o examinare de la caz la caz pentru a determina dacă situația de război duce la o astfel de amenințare personală concretă - sau, conform Convenției, cel puțin la o „temere bine întemeiată” față de aceasta. În special, problema dacă, în caz de război, simplul fapt de a aparține unei națiuni și, în cazul conflictelor armate bazate pe etnie, apartenența la un grup implicat constituie un motiv de fugă și un caz de amenințare în sensul Convenției, este încă controversată, deoarece Convenția se referă în mod specific la actul de persecuție.

## Situația juridică a refugiaților de război în țările gazdă

### Elveția
În Elveția, persoanele strămutate din cauza războiului care nu pot demonstra în mod credibil că sunt persecutate individual nu sunt recunoscute ca refugiați.
Prin urmare, majoritatea solicitanților de azil sirieni din 2015 au fost admiși doar provizoriu. Anja Klug, șefa biroului UNHCR din Elveția și Liechtenstein, a criticat o „politică excesiv de restrictivă” față de solicitanții de azil sirieni în 2015.

### Uniunea Europeană
O altă formă de azil stabilită în sistemul european de azil este protecția subsidiară, și anume protecția subsidiară, în temeiul articolului 15 din Directiva privind calificarea (Directiva privind calificarea, 2004/2011). Acest termen se referă la persoanele care, deși nu au dreptul la protecție în temeiul convenției internaționale, nu pot fi returnate în țara lor de origine ca refugiați dacă se confruntă cu amenințarea unor „vătămări grave” din cauza persecuției de acolo. Măsura în care acest drept la protecție subsidiară se aplică persoanelor care fug de război este în prezent discutată în lumina crizei europene a refugiaților din 2015, declanșată în principal de refugiații din conflictele asemănătoare războiului/războiului civil din Siria. Și aici este necesar să se examineze de la caz la caz dacă o situație de război în zona de origine reprezintă deja o amenințare personală.
Directivele UE prevăd o altă formă de protecție, Directiva privind afluxul masiv (2001/55/CE), și anume protecția temporară a persoanelor strămutate. Această directivă a fost creată în 2001 și, în urma unei decizii a Uniunii Europene din 3 martie 2022, a fost aplicată pentru prima dată protecției refugiaților din Ucraina. Termenul „persoane strămutate” este definit în sens larg în directivă, mai larg decât termenul de strămutare „sponsorizată de stat” : include, în special, persoanele grav amenințate sau afectate de încălcări sistematice sau pe scară largă ale drepturilor omului – deci refugiați în sensul Convenției de la Geneva – precum și persoanele care au fugit din zonele de conflict armat sau violență persistentă. Această protecție intră în vigoare numai atunci când Consiliul Uniunii Europene decide cu majoritate calificată că a avut loc un aflux masiv. Această protecție încetează după un an (prelungibil până la un total de până la trei ani) sau în orice moment, imediat ce Consiliul decide acest lucru, neoferind astfel perspective pe termen lung de ședere. Persoanele afectate nu sunt împiedicate să solicite azil în temeiul Convenției privind statutul refugiaților.

### Uniunea Africană
Convenția privind statutul refugiaților din 1969 a Organizației Unității Africane se bazează pe Convenția de la Geneva, dar extinde definiția refugiatului pentru a include, printre altele, persoanele care fug din cauza conflictelor. În Africa postcolonială, era deja evident la acea vreme că, pe lângă foamete, luptele de consolidare ale statelor tinere reprezentau principala sursă a migrației în masă.

### Turcia
Până în septembrie 2015, Turcia primise aproximativ două milioane de refugiați din războiul civil din Siria. Alți 250.000 de refugiați au venit din Irak. Întrucât acestor persoane nu li se acordă oficial statutul de azil, refugiaților nu li se permite să lucreze legal.

## Istorie

### Războiul din Afganistan
Refugiații din Afganistan reprezintă un grup mare de persoane strămutate din cauza războiului și conflictelor din țara lor. Conform UNHCR, există peste 2,6 milioane de refugiați afgani în lume, ceea ce plasează Afganistanul pe locul al treilea ca număr de refugiați, după Siria și Venezuela. Mulți afgani au fost forțați să-și părăsească locuințele din cauza violențelor și insecurității, iar un număr mare au căutat refugiu în țările vecine sau în alte părți ale lumii.

### Războiul din Ucraina (2022)
După izbucnirea Războiului din Ucraina, milioane de refugiați ucraineni au fugit din calea războiului. Unii dintre ei s-au refugiat în țări ale Uniunii Europene, în Republica Moldova sau în alte țări vecine. Acești refugiați pot fi numiți refugiați de război.